# Tweek Tweak
Tweek William Tweak is een personage van de animatieserie South Park.
Tweak is een jongen met angstaanvallen en hyperactief gedrag. Zijn gestreste en hyperactieve gedrag komt ook doordat hij van zijn vader koffie moet drinken terwijl hij zijn plekje moet vinden om tot rust te komen. Tweek is een echte stuiterbal en raakt bij de kleinste keuzes al overstrest. Zijn vrienden maken hier gebruik van in de serie.
In seizoen 6 vult hij de plaats van de overleden Kenny op, nadat Butters is ontslagen. In seizoen 7 wordt Tweek weer vervangen door de uit de dood teruggekeerde Kenny. Later in de serie krijgt Tweek een relatie met Craig Tucker.
De stem van Tweek werd ingesproken door Matt Stone.